# Gloggnitz
Gloggnitz är en stadskommun i förbundslandet Niederösterreich i Österrike. Kommunen har 5 828 invånare (2024).
Kommunen består av tio orter (Ortschaften) (inom parentes invånarantal 1 januari 2024):

- Abfaltersbach (10)
- Aue (112)
- Berglach (22)
- Eichberg (57)
- Gloggnitz (5 041)
- Graben (14)
- Heufeld (36)
- Saloder (19)
- Stuppach (459)
- Weißenbach (58)